# Supercopa de España de Fútbol 2016
La Supercopa de España 2016 fue la XXXIII edición del torneo, correspondiente a la temporada 2016-17. Se disputó a doble partido en España en agosto de 2016. Esta edición de la Supercopa enfrentó el campeón de Liga de la temporada 2015-16, el F. C. Barcelona, y el finalista de la Copa del Rey de la misma temporada, el Sevilla F. C.
El partido de ida se celebró el 14 de agosto de 2016, domingo, a partir de las 22:00 horas, tras los informativos de Telecinco, la cadena local tenedora de los derechos de emisión. En cambio, el partido de vuelta se celebró a las 23:00 horas del miércoles 17 de agosto, y actuó como cadena local TV3. Esto se debe a que el encuentro no podía iniciarse hasta que no finalizasen todos los partidos de la jornada de la ida de la última ronda previa de la Liga de Campeones europea.

## Partidos

### Participantes
| F. C. Barcelona |  | Bandera de Cataluña  |  | Campeón de la Primera División de España 2015-16 Campeón de la Copa del Rey 2015-16 |
| Sevilla F. C.   |  | Bandera de Andalucía |  | Subcampeón de la Copa del Rey 2015-16                                               |

### Ida
| 1     | Guardameta     | Sergio Rico            |     |
| 18    | Defensa        | Sergio Escudero        | 55' |
| 23    | Defensa        | Adil Rami              |     |
| 24    | Defensa        | Gabriel Mercado        |     |
| 25    | Defensa        | Mariano Ferreira Filho |     |
| 4     | Centrocampista | Matias Kranevitter     | 69' |
| 20    | Centrocampista | Vitolo                 |     |
| 14    | Centrocampista | Hiroshi Kiyotake       |     |
| 15    | Centrocampista | Steven N'Zonzi         |     |
| 22    | Centrocampista | Franco Vázquez         |     |
| 9     | Delantero      | Luciano Vietto         | 61' |
| D. T. | D. T.          | Jorge Sampaoli         |     |

| 13    | Guardameta     | Claudio Bravo     |     |
| 20    | Defensa        | Sergi Roberto     |     |
| 3     | Defensa        | Gerard Piqué      |     |
| 14    | Defensa        | Javier Mascherano |     |
| 24    | Defensa        | Jérémy Mathieu    | 27' |
| 4     | Centrocampista | Ivan Rakitić      |     |
| 5     | Centrocampista | Sergio Busquets   |     |
| 8     | Centrocampista | Andrés Iniesta    | 36' |
| 10    | Delantero      | Lionel Messi      |     |
| 9     | Delantero      | Luis Suárez       |     |
| 7     | Delantero      | Arda Turan        | 77' |
| D. T. | D. T.          | Luis Enrique      |     |

| 17 | Centrocampista | Pablo Sarabia        | 55' |
| 12 | Delantero      | Wissam Ben Yedder    | 61' |
| 19 | Centrocampista | Paulo Henrique Ganso | 69' |

| 19 | Defensa        | Lucas Digne      | 27' |
| 6  | Centrocampista | Denis Suárez     | 36' |
| 17 | Delantero      | Munir El Haddadi | 77' |

| 54' · 80' | Luis Suárez Munir El Haddadi | 0:1 0:2 |

| 32' · 70' · 78' | Gabriel Mercado Steven N'Zonzi Franco Vazquez |

| 58' · 83' | Sergio Busquets Luis Suárez |

| Principal  | Jesús Gil Manzano             |
| Asistentes | Ángel Nevado Rodríguez        |
|            | José Manuel Fernández Miranda |
| Cuarto     | Hugo José López Puerta        |

|                    |       |       |
| Tiros              | 7     | 12    |
| Tiros a puerta     | 1     | 7     |
| Faltas             | 18    | 11    |
| Saques de esquina  | 8     | 4     |
| Penaltis           | 0     | 0     |
| Fueras de juego    | 3     | 1     |
| Posesión del balón | 48,8% | 51,2% |

| Alineación inicial |

| 1     | Guardameta     | Sergio Rico            |     |
| 18    | Defensa        | Sergio Escudero        | 55' |
| 23    | Defensa        | Adil Rami              |     |
| 24    | Defensa        | Gabriel Mercado        |     |
| 25    | Defensa        | Mariano Ferreira Filho |     |
| 4     | Centrocampista | Matias Kranevitter     | 69' |
| 20    | Centrocampista | Vitolo                 |     |
| 14    | Centrocampista | Hiroshi Kiyotake       |     |
| 15    | Centrocampista | Steven N'Zonzi         |     |
| 22    | Centrocampista | Franco Vázquez         |     |
| 9     | Delantero      | Luciano Vietto         | 61' |
| D. T. | D. T.          | Jorge Sampaoli         |     |

| 13    | Guardameta     | Claudio Bravo     |     |
| 20    | Defensa        | Sergi Roberto     |     |
| 3     | Defensa        | Gerard Piqué      |     |
| 14    | Defensa        | Javier Mascherano |     |
| 24    | Defensa        | Jérémy Mathieu    | 27' |
| 4     | Centrocampista | Ivan Rakitić      |     |
| 5     | Centrocampista | Sergio Busquets   |     |
| 8     | Centrocampista | Andrés Iniesta    | 36' |
| 10    | Delantero      | Lionel Messi      |     |
| 9     | Delantero      | Luis Suárez       |     |
| 7     | Delantero      | Arda Turan        | 77' |
| D. T. | D. T.          | Luis Enrique      |     |

| 17 | Centrocampista | Pablo Sarabia        | 55' |
| 12 | Delantero      | Wissam Ben Yedder    | 61' |
| 19 | Centrocampista | Paulo Henrique Ganso | 69' |

| 19 | Defensa        | Lucas Digne      | 27' |
| 6  | Centrocampista | Denis Suárez     | 36' |
| 17 | Delantero      | Munir El Haddadi | 77' |

| 54' · 80' | Luis Suárez Munir El Haddadi | 0:1 0:2 |

| 32' · 70' · 78' | Gabriel Mercado Steven N'Zonzi Franco Vazquez |

| 58' · 83' | Sergio Busquets Luis Suárez |

| Principal  | Jesús Gil Manzano             |
| Asistentes | Ángel Nevado Rodríguez        |
|            | José Manuel Fernández Miranda |
| Cuarto     | Hugo José López Puerta        |

|                    |       |       |
| Tiros              | 7     | 12    |
| Tiros a puerta     | 1     | 7     |
| Faltas             | 18    | 11    |
| Saques de esquina  | 8     | 4     |
| Penaltis           | 0     | 0     |
| Fueras de juego    | 3     | 1     |
| Posesión del balón | 48,8% | 51,2% |

| Alineación inicial |

| 1     | Guardameta     | Sergio Rico            |     |
| 18    | Defensa        | Sergio Escudero        | 55' |
| 23    | Defensa        | Adil Rami              |     |
| 24    | Defensa        | Gabriel Mercado        |     |
| 25    | Defensa        | Mariano Ferreira Filho |     |
| 4     | Centrocampista | Matias Kranevitter     | 69' |
| 20    | Centrocampista | Vitolo                 |     |
| 14    | Centrocampista | Hiroshi Kiyotake       |     |
| 15    | Centrocampista | Steven N'Zonzi         |     |
| 22    | Centrocampista | Franco Vázquez         |     |
| 9     | Delantero      | Luciano Vietto         | 61' |
| D. T. | D. T.          | Jorge Sampaoli         |     |

| 13    | Guardameta     | Claudio Bravo     |     |
| 20    | Defensa        | Sergi Roberto     |     |
| 3     | Defensa        | Gerard Piqué      |     |
| 14    | Defensa        | Javier Mascherano |     |
| 24    | Defensa        | Jérémy Mathieu    | 27' |
| 4     | Centrocampista | Ivan Rakitić      |     |
| 5     | Centrocampista | Sergio Busquets   |     |
| 8     | Centrocampista | Andrés Iniesta    | 36' |
| 10    | Delantero      | Lionel Messi      |     |
| 9     | Delantero      | Luis Suárez       |     |
| 7     | Delantero      | Arda Turan        | 77' |
| D. T. | D. T.          | Luis Enrique      |     |

| 17 | Centrocampista | Pablo Sarabia        | 55' |
| 12 | Delantero      | Wissam Ben Yedder    | 61' |
| 19 | Centrocampista | Paulo Henrique Ganso | 69' |

| 19 | Defensa        | Lucas Digne      | 27' |
| 6  | Centrocampista | Denis Suárez     | 36' |
| 17 | Delantero      | Munir El Haddadi | 77' |

| 54' · 80' | Luis Suárez Munir El Haddadi | 0:1 0:2 |

| 32' · 70' · 78' | Gabriel Mercado Steven N'Zonzi Franco Vazquez |

| 58' · 83' | Sergio Busquets Luis Suárez |

| Principal  | Jesús Gil Manzano             |
| Asistentes | Ángel Nevado Rodríguez        |
|            | José Manuel Fernández Miranda |
| Cuarto     | Hugo José López Puerta        |

|                    |       |       |
| Tiros              | 7     | 12    |
| Tiros a puerta     | 1     | 7     |
| Faltas             | 18    | 11    |
| Saques de esquina  | 8     | 4     |
| Penaltis           | 0     | 0     |
| Fueras de juego    | 3     | 1     |
| Posesión del balón | 48,8% | 51,2% |

| Alineación inicial |

| 1     | Guardameta     | Sergio Rico            |     |
| 18    | Defensa        | Sergio Escudero        | 55' |
| 23    | Defensa        | Adil Rami              |     |
| 24    | Defensa        | Gabriel Mercado        |     |
| 25    | Defensa        | Mariano Ferreira Filho |     |
| 4     | Centrocampista | Matias Kranevitter     | 69' |
| 20    | Centrocampista | Vitolo                 |     |
| 14    | Centrocampista | Hiroshi Kiyotake       |     |
| 15    | Centrocampista | Steven N'Zonzi         |     |
| 22    | Centrocampista | Franco Vázquez         |     |
| 9     | Delantero      | Luciano Vietto         | 61' |
| D. T. | D. T.          | Jorge Sampaoli         |     |

| 13    | Guardameta     | Claudio Bravo     |     |
| 20    | Defensa        | Sergi Roberto     |     |
| 3     | Defensa        | Gerard Piqué      |     |
| 14    | Defensa        | Javier Mascherano |     |
| 24    | Defensa        | Jérémy Mathieu    | 27' |
| 4     | Centrocampista | Ivan Rakitić      |     |
| 5     | Centrocampista | Sergio Busquets   |     |
| 8     | Centrocampista | Andrés Iniesta    | 36' |
| 10    | Delantero      | Lionel Messi      |     |
| 9     | Delantero      | Luis Suárez       |     |
| 7     | Delantero      | Arda Turan        | 77' |
| D. T. | D. T.          | Luis Enrique      |     |

| 17 | Centrocampista | Pablo Sarabia        | 55' |
| 12 | Delantero      | Wissam Ben Yedder    | 61' |
| 19 | Centrocampista | Paulo Henrique Ganso | 69' |

| 19 | Defensa        | Lucas Digne      | 27' |
| 6  | Centrocampista | Denis Suárez     | 36' |
| 17 | Delantero      | Munir El Haddadi | 77' |

| 54' · 80' | Luis Suárez Munir El Haddadi | 0:1 0:2 |

| 32' · 70' · 78' | Gabriel Mercado Steven N'Zonzi Franco Vazquez |

| 58' · 83' | Sergio Busquets Luis Suárez |

| Principal  | Jesús Gil Manzano             |
| Asistentes | Ángel Nevado Rodríguez        |
|            | José Manuel Fernández Miranda |
| Cuarto     | Hugo José López Puerta        |

|                    |       |       |
| Tiros              | 7     | 12    |
| Tiros a puerta     | 1     | 7     |
| Faltas             | 18    | 11    |
| Saques de esquina  | 8     | 4     |
| Penaltis           | 0     | 0     |
| Fueras de juego    | 3     | 1     |
| Posesión del balón | 48,8% | 51,2% |

| Alineación inicial |

### Vuelta
| 13    | Guardameta     | Claudio Bravo     |     |
| 22    | Defensa        | Aleix Vidal       |     |
| 23    | Defensa        | Samuel Umtiti     |     |
| 19    | Defensa        | Lucas Digne       | 61' |
| 14    | Defensa        | Javier Mascherano |     |
| 6     | Centrocampista | Denis Suárez      | 73' |
| 21    | Centrocampista | André Gomes       |     |
| 5     | Centrocampista | Sergio Busquets   | 74' |
| 10    | Delantero      | Lionel Messi      |     |
| 17    | Delantero      | Munir El Haddadi  |     |
| 7     | Delantero      | Arda Turan        |     |
| D. T. | D. T.          | Luis Enrique      |     |

| 1     | Guardameta     | Sergio Rico        |     |
| 32    | Defensa        | Diego González     |     |
| 24    | Defensa        | Gabriel Mercado    |     |
| 8     | Defensa        | Vicente Iborra     |     |
| 25    | Defensa        | Mariano            |     |
| 10    | Centrocampista | Yevhen Konoplyanka |     |
| 19    | Centrocampista | Ganso              | 57' |
| 4     | Centrocampista | Matías Kranevitter |     |
| 17    | Centrocampista | Pablo Sarabia      |     |
| 11    | Centrocampista | Joaquín Correa     | 73' |
| 12    | Delantero      | Wissam Ben Yedder  | 63' |
| D. T. | D. T.          | Jorge Sampaoli     |     |

| 18 | Defensa        | Jordi Alba   | 61' |
| 4  | Centrocampista | Ivan Rakitić | 73' |
| 16 | Centrocampista | Sergi Samper | 74' |

| 22 | Delantero      | Franco Vázquez | 57' |
| 20 | Centrocampista | Vitolo         | 63' |
| 9  | Delantero      | Luciano Vietto | 73' |

| 9' · 46' · 54' | Arda Turan Lionel Messi | 1:0 2:0 3:0 |

| 32' | Samuel Umtiti |

| 88' · 90' | Vitolo Pablo Sarabia |

| Principal  | Alejandro José Hernández Hernández |
| Asistentes | Teodoro Sobrino Magán              |
|            | José Enrique Naranjo Pérez         |
| Cuarto     | Alexandre Alemán Pérez             |

|                    |       |       |
| Tiros              | 12    | 11    |
| Tiros a puerta     | 4     | 5     |
| Faltas             | 7     | 12    |
| Saques de esquina  | 2     | 10    |
| Penaltis           | 0     | 1     |
| Fueras de juego    | 3     | 2     |
| Posesión del balón | 64,5% | 35,5% |

| Alineación inicial |

| 13    | Guardameta     | Claudio Bravo     |     |
| 22    | Defensa        | Aleix Vidal       |     |
| 23    | Defensa        | Samuel Umtiti     |     |
| 19    | Defensa        | Lucas Digne       | 61' |
| 14    | Defensa        | Javier Mascherano |     |
| 6     | Centrocampista | Denis Suárez      | 73' |
| 21    | Centrocampista | André Gomes       |     |
| 5     | Centrocampista | Sergio Busquets   | 74' |
| 10    | Delantero      | Lionel Messi      |     |
| 17    | Delantero      | Munir El Haddadi  |     |
| 7     | Delantero      | Arda Turan        |     |
| D. T. | D. T.          | Luis Enrique      |     |

| 1     | Guardameta     | Sergio Rico        |     |
| 32    | Defensa        | Diego González     |     |
| 24    | Defensa        | Gabriel Mercado    |     |
| 8     | Defensa        | Vicente Iborra     |     |
| 25    | Defensa        | Mariano            |     |
| 10    | Centrocampista | Yevhen Konoplyanka |     |
| 19    | Centrocampista | Ganso              | 57' |
| 4     | Centrocampista | Matías Kranevitter |     |
| 17    | Centrocampista | Pablo Sarabia      |     |
| 11    | Centrocampista | Joaquín Correa     | 73' |
| 12    | Delantero      | Wissam Ben Yedder  | 63' |
| D. T. | D. T.          | Jorge Sampaoli     |     |

| 18 | Defensa        | Jordi Alba   | 61' |
| 4  | Centrocampista | Ivan Rakitić | 73' |
| 16 | Centrocampista | Sergi Samper | 74' |

| 22 | Delantero      | Franco Vázquez | 57' |
| 20 | Centrocampista | Vitolo         | 63' |
| 9  | Delantero      | Luciano Vietto | 73' |

| 9' · 46' · 54' | Arda Turan Lionel Messi | 1:0 2:0 3:0 |

| 32' | Samuel Umtiti |

| 88' · 90' | Vitolo Pablo Sarabia |

| Principal  | Alejandro José Hernández Hernández |
| Asistentes | Teodoro Sobrino Magán              |
|            | José Enrique Naranjo Pérez         |
| Cuarto     | Alexandre Alemán Pérez             |

|                    |       |       |
| Tiros              | 12    | 11    |
| Tiros a puerta     | 4     | 5     |
| Faltas             | 7     | 12    |
| Saques de esquina  | 2     | 10    |
| Penaltis           | 0     | 1     |
| Fueras de juego    | 3     | 2     |
| Posesión del balón | 64,5% | 35,5% |

| Alineación inicial |

| 13    | Guardameta     | Claudio Bravo     |     |
| 22    | Defensa        | Aleix Vidal       |     |
| 23    | Defensa        | Samuel Umtiti     |     |
| 19    | Defensa        | Lucas Digne       | 61' |
| 14    | Defensa        | Javier Mascherano |     |
| 6     | Centrocampista | Denis Suárez      | 73' |
| 21    | Centrocampista | André Gomes       |     |
| 5     | Centrocampista | Sergio Busquets   | 74' |
| 10    | Delantero      | Lionel Messi      |     |
| 17    | Delantero      | Munir El Haddadi  |     |
| 7     | Delantero      | Arda Turan        |     |
| D. T. | D. T.          | Luis Enrique      |     |

| 1     | Guardameta     | Sergio Rico        |     |
| 32    | Defensa        | Diego González     |     |
| 24    | Defensa        | Gabriel Mercado    |     |
| 8     | Defensa        | Vicente Iborra     |     |
| 25    | Defensa        | Mariano            |     |
| 10    | Centrocampista | Yevhen Konoplyanka |     |
| 19    | Centrocampista | Ganso              | 57' |
| 4     | Centrocampista | Matías Kranevitter |     |
| 17    | Centrocampista | Pablo Sarabia      |     |
| 11    | Centrocampista | Joaquín Correa     | 73' |
| 12    | Delantero      | Wissam Ben Yedder  | 63' |
| D. T. | D. T.          | Jorge Sampaoli     |     |

| 18 | Defensa        | Jordi Alba   | 61' |
| 4  | Centrocampista | Ivan Rakitić | 73' |
| 16 | Centrocampista | Sergi Samper | 74' |

| 22 | Delantero      | Franco Vázquez | 57' |
| 20 | Centrocampista | Vitolo         | 63' |
| 9  | Delantero      | Luciano Vietto | 73' |

| 9' · 46' · 54' | Arda Turan Lionel Messi | 1:0 2:0 3:0 |

| 32' | Samuel Umtiti |

| 88' · 90' | Vitolo Pablo Sarabia |

| Principal  | Alejandro José Hernández Hernández |
| Asistentes | Teodoro Sobrino Magán              |
|            | José Enrique Naranjo Pérez         |
| Cuarto     | Alexandre Alemán Pérez             |

|                    |       |       |
| Tiros              | 12    | 11    |
| Tiros a puerta     | 4     | 5     |
| Faltas             | 7     | 12    |
| Saques de esquina  | 2     | 10    |
| Penaltis           | 0     | 1     |
| Fueras de juego    | 3     | 2     |
| Posesión del balón | 64,5% | 35,5% |

| Alineación inicial |

| 13    | Guardameta     | Claudio Bravo     |     |
| 22    | Defensa        | Aleix Vidal       |     |
| 23    | Defensa        | Samuel Umtiti     |     |
| 19    | Defensa        | Lucas Digne       | 61' |
| 14    | Defensa        | Javier Mascherano |     |
| 6     | Centrocampista | Denis Suárez      | 73' |
| 21    | Centrocampista | André Gomes       |     |
| 5     | Centrocampista | Sergio Busquets   | 74' |
| 10    | Delantero      | Lionel Messi      |     |
| 17    | Delantero      | Munir El Haddadi  |     |
| 7     | Delantero      | Arda Turan        |     |
| D. T. | D. T.          | Luis Enrique      |     |

| 1     | Guardameta     | Sergio Rico        |     |
| 32    | Defensa        | Diego González     |     |
| 24    | Defensa        | Gabriel Mercado    |     |
| 8     | Defensa        | Vicente Iborra     |     |
| 25    | Defensa        | Mariano            |     |
| 10    | Centrocampista | Yevhen Konoplyanka |     |
| 19    | Centrocampista | Ganso              | 57' |
| 4     | Centrocampista | Matías Kranevitter |     |
| 17    | Centrocampista | Pablo Sarabia      |     |
| 11    | Centrocampista | Joaquín Correa     | 73' |
| 12    | Delantero      | Wissam Ben Yedder  | 63' |
| D. T. | D. T.          | Jorge Sampaoli     |     |

| 18 | Defensa        | Jordi Alba   | 61' |
| 4  | Centrocampista | Ivan Rakitić | 73' |
| 16 | Centrocampista | Sergi Samper | 74' |

| 22 | Delantero      | Franco Vázquez | 57' |
| 20 | Centrocampista | Vitolo         | 63' |
| 9  | Delantero      | Luciano Vietto | 73' |

| 9' · 46' · 54' | Arda Turan Lionel Messi | 1:0 2:0 3:0 |

| 32' | Samuel Umtiti |

| 88' · 90' | Vitolo Pablo Sarabia |

| Principal  | Alejandro José Hernández Hernández |
| Asistentes | Teodoro Sobrino Magán              |
|            | José Enrique Naranjo Pérez         |
| Cuarto     | Alexandre Alemán Pérez             |

|                    |       |       |
| Tiros              | 12    | 11    |
| Tiros a puerta     | 4     | 5     |
| Faltas             | 7     | 12    |
| Saques de esquina  | 2     | 10    |
| Penaltis           | 0     | 1     |
| Fueras de juego    | 3     | 2     |
| Posesión del balón | 64,5% | 35,5% |

| Alineación inicial |

| Campeón Supercopa de España 2016 |
| -------------------------------- |
| F. C. Barcelona 12° Título       |